# Sezin Akbaşoğulları
Sezin Akbaşoğulları (Smirne, 22 aprile 1981) è un'attrice turca, nota per aver interpretato il ruolo di Cahide Korludağ nella serie Brave and Beautiful (Cesur ve Güzel).

## Biografia
Sezin Akbaşoğulları è nata il 22 aprile 1981 a Smirne (Turchia), fin da piccola ha mostrato un'inclinazione per la recitazione.

## Carriera
Sezin Akbaşoğulları ha iniziato la sua carriera di attrice con lo spettacolo chiamato Again They Started Songs, che ha recitato con la squadra teatrale del liceo. Successivamente si laurea presso il dipartimento di teatro della Bilkent University. Successivamente ha condiviso il premio come miglior attrice al 17° Golden Boll Film Festival con Nergis Öztürk per il suo film Kavşak diretto da Selim Demirdelen.
Dal 2000 al 2003 ha fatto la sua prima apparizione sul piccolo schermo nella serie Bizim Evin Halleri, nel ruolo di Doğa. Nel 2004 ha recitato nei film Gülizar e in Bir Aşk Hikayesi (nel ruolo di Dünya). Nel 2005 ha interpretato il ruolo di Meral Ceren Duru/Karakucak / Aslanbaş nella serie Beyaz Gelincik e nella serie Eylül ha interpretato il ruolo di Zeynep Öğretmen. Nello stesso anno ha recitato nel cortometraggio Küpeler, nel ruolo di Zeynep.
Nel 2007 ha interpretato il ruolo di Deniz nella serie Sır Gibi. L'anno successivo, nel 2008, ha interpretato il ruolo di Gaye Acar nella serie Derdest. Nello stesso anno ha interpretato il ruolo di Meryem nel film O... Çocukları diretto da Murat Saraçoğlu. Nel 2009 ha interpretato il ruolo di Candan nella serie Ah Kalbim. Nel 2010 ha recitato nei film Kardelen (nel ruolo di Ülker) e in Kavşak (nel ruolo di Arzu). Nel 2011 ha interpretato il ruolo di Özgür nel film Yabancı. Nello stesso anno ha interpretato il ruolo di Ceyda Sevi nella serie Sen De Gitme.
Nel 2012 e nel 2013 ha interpretato il ruolo di Eylül Fidan nella serie Behzat Ç. Bir Ankara Polisiyesi. Nel 2014 ha interpretato il ruolo di Itır Kamer nella serie Ah Neriman e ha recitato nel cortometraggio Dün Bugün Yarın. Nello stesso anno ha interpretato il ruolo di Müzeyyen nel film Fakat Müzeyyen Bu Derin Bir Tutku diretto da Çiğdem Vitrinel. Nel 2015 ha recitato nelle serie Racon Ailem İçin (nel ruolo di Sedef Ercan) e in Hatırla Gönül (nel ruolo di Selma). Nel 2016 ha interpretato il ruolo di Işıl nella serie Fi.
Nel 2016 e nel 2017 è entrata a far parte del cast della serie Brave and Beautiful (Cesur ve Güzel) nel ruolo di Cahide Korludağ. Nel 2017 ha interpretato il ruolo di Elif Işık nella serie Ufak Tefek Cinayetler. Nel 2018 ha recitato nelle serie Babamın Günahları (nel ruolo di Melike) e in Ağlama Anne (nel ruolo di Özlem Alan). Nello stesso anno ha interpretato il ruolo di Nevin nel film Sevgili Komşum diretto da Taner Elhan. Nel 2020 ha interpretato il ruolo di Hediye nella serie Kırmızı Oda. Nel 2021 è entrata a far parte del cast della serie Uyanış: Büyük Selçuklu, nel ruolo di Zübeyde Hatun. Nello stesso anno ha ricoperto il ruolo di Selen nella serie 10 Bin Adim. Nel 2022 è entrata a far parte del cast della serie Üç Kuruş, nel ruolo di Azade. Nel 2022 e nel 2023 ha ricoperto il ruolo di Sitare Somer nella serie O Kiz. Nel 2023 ha recitato nella serie Tetikçinin Oglu.

## Filmografia

### Cinema
- Gülizar (2004)
- Bir Aşk Hikayesi (2004)
- O... Çocukları, regia di Murat Saraçoğlu (2008)
- Kardelen, regia di Mehmet Gunes (2010)
- Kavşak, regia di Selim Demirdelen (2010)
- Yabancı (2011)
- Fakat Müzeyyen Bu Derin Bir Tutku, regia di Çiğdem Vitrinel (2014)
- Sevgili Komşum, regia di Taner Elhan (2018)

### Televisione
- Bizim Evin Halleri – serie TV (2000-2003)
- Beyaz Gelincik – serie TV (2005)
- Eylül – serie TV (2005)
- Sır Gibi – serie TV (2007)
- Derdest – serie TV (2008)
- Ah Kalbim – serie TV (2009)
- Küstüm Çiçeği – serie TV (2010)
- Sen De Gitme – serie TV (2011)
- Behzat Ç. Bir Ankara Polisiyesi – serie TV (2012-2013)
- Ah Neriman – serie TV, 4 episodi (2014)
- Racon Ailem İçin – serie TV, 4 episodi (2015)
- Hatırla Gönül – serie TV (2015)
- Fi – serie TV, 3 episodi (2016)
- Brave and Beautiful (Cesur ve Güzel) – serie TV, 32 episodi (2016-2017)
- Ufak Tefek Cinayetler – serie TV, 8 episodi (2017)
- Babamın Günahları – serie TV, 4 episodi (2018)
- Ağlama Anne – serie TV, 13 episodi (2018)
- Kırmızı Oda – serie TV, 4 episodi (2020)
- Uyanış: Büyük Selçuklu – serie TV, 19 episodi (2021)
- 10 Bin Adim – serie TV, 1 episodio (2021)
- Üç Kuruş – serie TV, 8 episodi (2022)
- O Kiz – serie TV, 25 episodi (2022-2023)
- Tetikçinin Oglu – serie TV (2023)

### Cortometraggi
- Küpeler (2005)
- Dün Bugün Yarın (2014)

## Teatro
- Ay Tedirginliği
- Kral (Soytarım) Lear (2014)
- An - Blink (2015)

## Doppiatrici italiane
Nelle versioni in italiano dei suoi film e delle sue serie TV, Sezin Akbaşoğulları è stata doppiata da:
- Chiara Colizzi[21] in Brave and Beautiful[22]

## Riconoscimenti
- Adana Film Festival
  - 2010: Vincitrice come Miglior attrice per il film Kavsak

- Sadri Alisik Theatre and Cinema Awards
  - 2011: Candidata come Miglior interpretazione di un'attrice in un film drammatico per Kavsak

- South East European Film Festival Paris
  - 2011: Vincitrice come Miglior attrice per il film Kavsak

- Turkish Film Critics Association (SIYAD) Awards
  - 2010: Candidata come Miglior attrice per il film Kavsak